# 2011 في تشيلي
فيما يلي قوائم الأحداث التي وقعت خلال عام 2011 في تشيلي.

## سياسة

### انتهاء فترة المنصب
- 13 يناير – خايمي رافينيت minister of National Defence of Chile ‏.
- 18 يوليو – إينا فون باير minister Secretary General of Government of Chile ‏.

## برامج ومسلسلات وأنمي
- لوس 80

## وفيات

### أبريل
- 25 أبريل – غونثالو روخاس (مواليد 1917) شاعر تشيلي.[1]

### يونيو
- 4 يونيو – كلاوديو برافو كاموس (مواليد 1936) رسام تشيلي.[2]

### أغسطس
- 19 أغسطس – راؤول رويز (مواليد 1941)[3]

### نوفمبر
- 4 نوفمبر – جراسيلا روميرو (مواليد 1925) صحفية تشيلية.
- 20 نوفمبر – ألفارو لارا (مواليد 1984) لاعب كرة قدم تشيلي.